# Jestřabí (okres Zlín)
Obec Jestřabí (valašsky Jastřabí) se nachází v okrese Zlín ve Zlínském kraji, v údolí řeky Vláry, zhruba 5,5 km jihozápadně od Brumova-Bylnice, 9 km jjz. od Valašských Klobouk a 28 km na jihovýchod od Zlína. Žije zde 279 obyvatel.

## Historie
První písemná zmínka o obci je z roku 1503.

## Pamětihodnosti
- Kaple Panny Marie Svatohostýnské
- Kamenný kříž

## Galerie

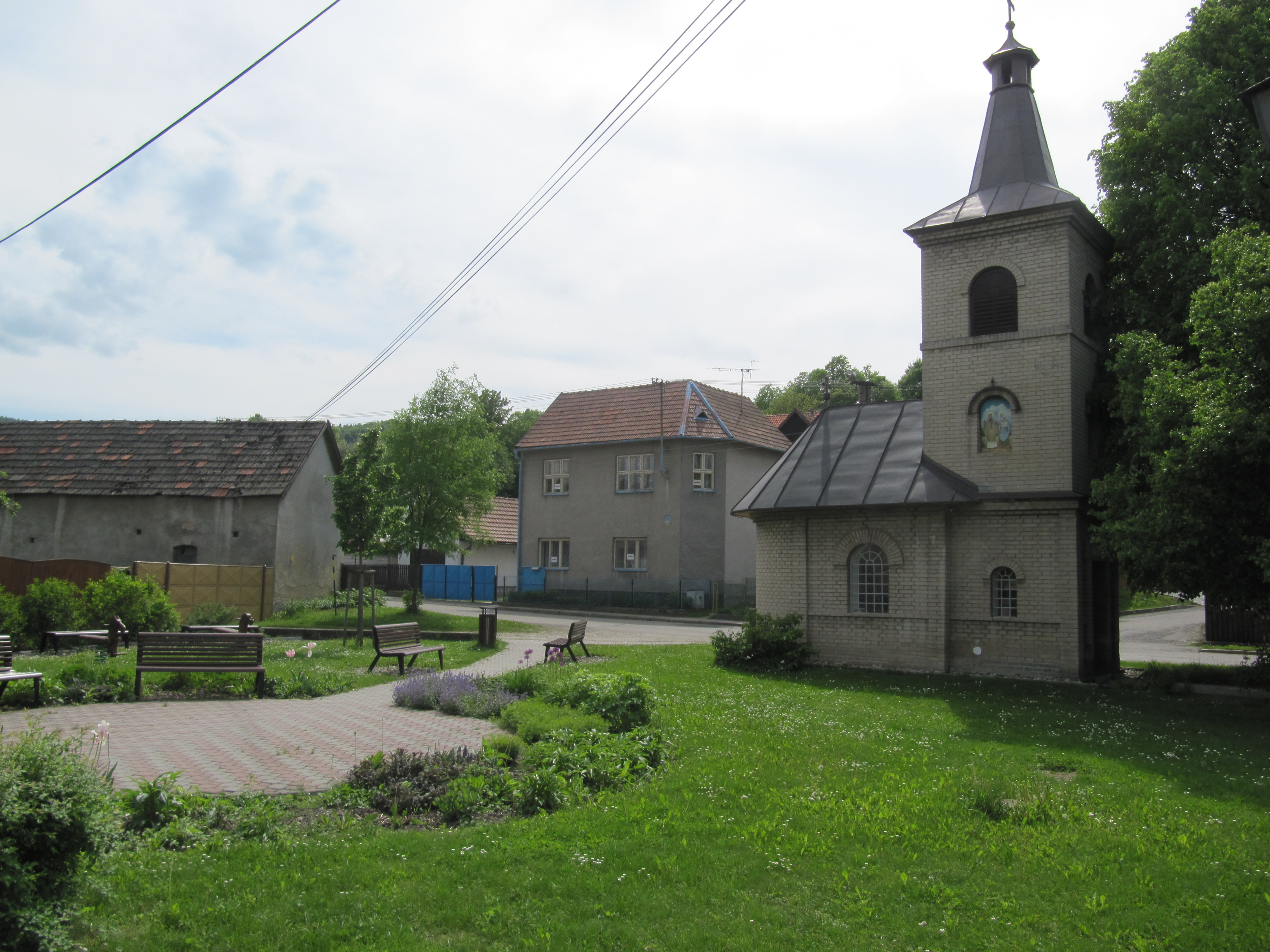
Náves s kaplí
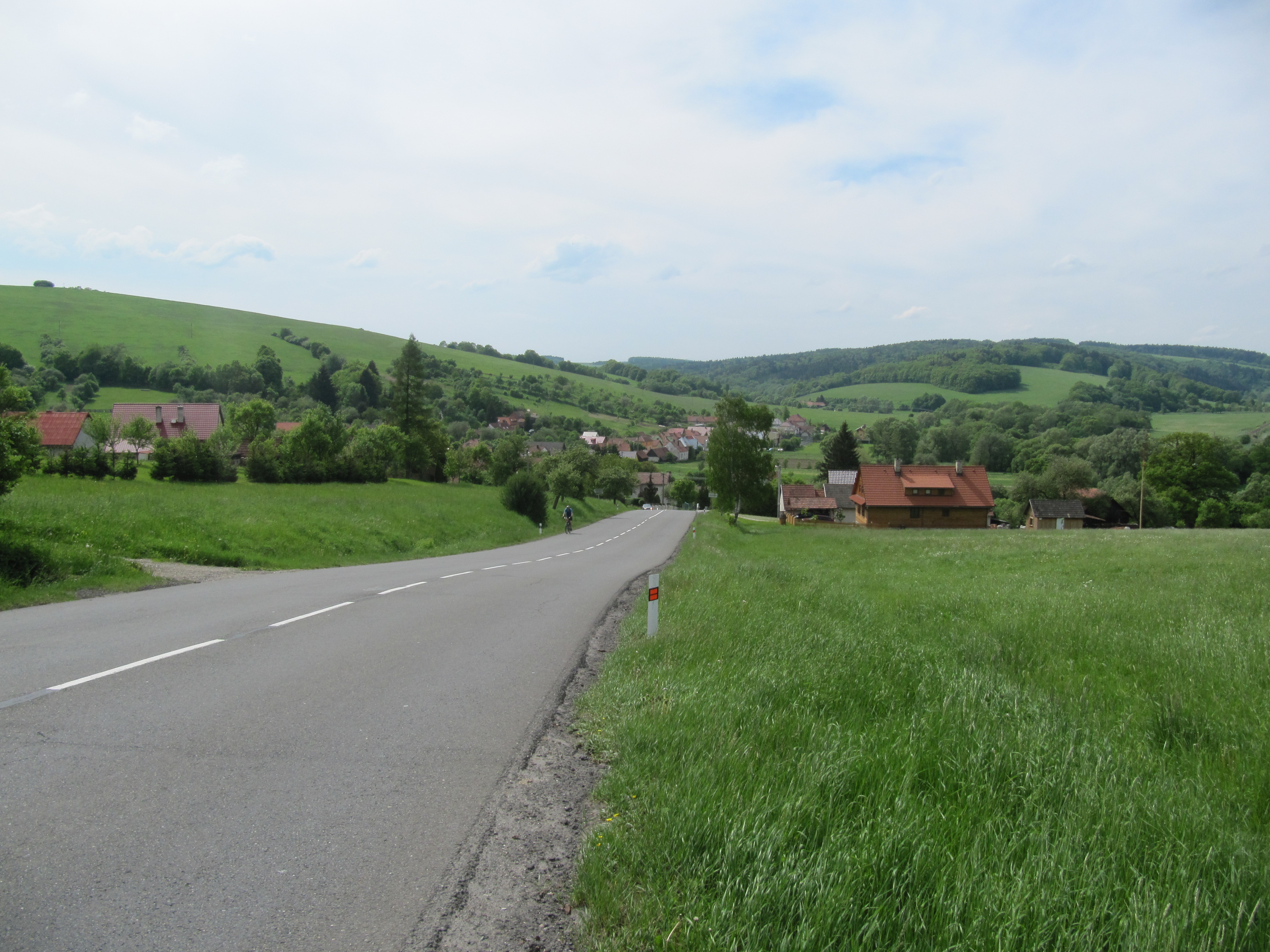
Příjezd od Štítné
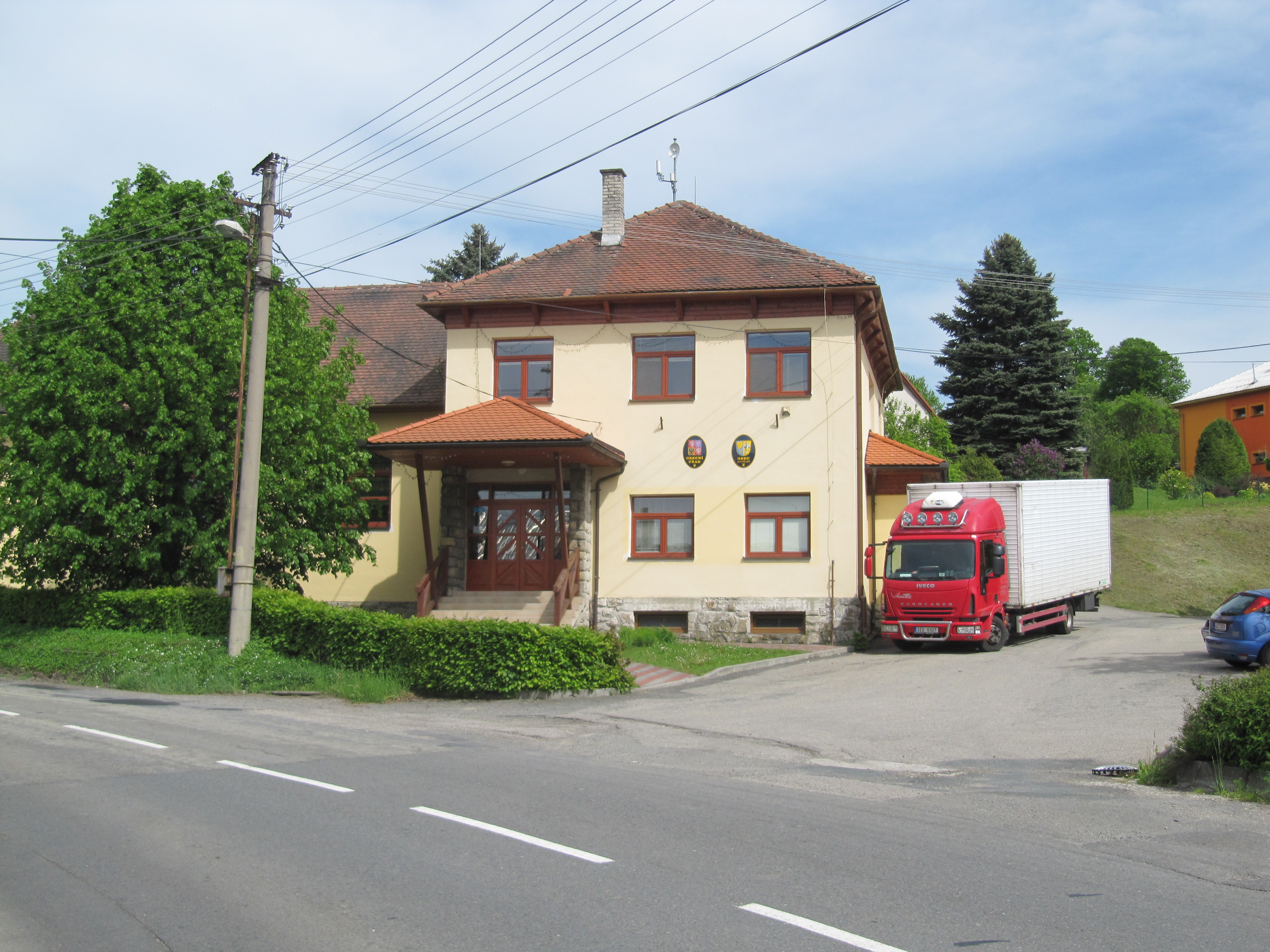
Obecní úřad